# Lijst van voetbalinterlands Benin - Tanzania
Deze lijst van voetbalinterlands is een overzicht van alle officiële voetbalwedstrijden tussen de nationale teams van Benin en Tanzania. De Afrikaanse landen speelden tot op heden zes keer tegen elkaar. De eerste ontmoeting was een kwalificatiewedstrijd voor de Afrika Cup 2004 op 8 september 2002 in Cotonou. Het laatste duel, een kwalificatiewedstrijd voor het Wereldkampioenschap voetbal 2022, werd gespeeld in Cotonou op 10 oktober 2021.

## Wedstrijden
| № | Plaats        | Datum            | Competitie                   | Wedstrijd        | Uitslag |
| - | ------------- | ---------------- | ---------------------------- | ---------------- | ------- |
| 1 | Cotonou       | 8 september 2002 | Afrika Cup 2004 kwalificatie | Benin − Tanzania | 4 − 0   |
| 2 | Dar es Salaam | 22 juni 2003     | Afrika Cup 2004 kwalificatie | Tanzania − Benin | 0 − 1   |
| 3 | Dar es Salaam | 12 oktober 2014  | Vriendschappelijk            | Tanzania − Benin | 4 − 1   |
| 4 | Cotonou       | 12 november 2017 | Vriendschappelijk            | Benin − Tanzania | 1 − 1   |
| 5 | Dar es Salaam | 7 oktober 2021   | WK 2022 kwalificatie         | Tanzania − Benin | 0 − 1   |
| 6 | Cotonou       | 10 oktober 2021  | WK 2022 kwalificatie         | Benin − Tanzania | 0 − 1   |

## Samenvatting
| Competitie              | Totaal gespeeld | Winst Benin | Gelijk | Winst Tanzania | Doelsaldo Benin – Tanzania |
| ----------------------- | --------------- | ----------- | ------ | -------------- | -------------------------- |
| WK-kwalificatie         | 2               | 1           | 0      | 1              | 1 − 1                      |
| Afrika Cup-kwalificatie | 2               | 2           | 0      | 0              | 5 − 0                      |
| Vriendschappelijk       | 2               | 0           | 1      | 1              | 2 − 5                      |
| Totaal                  | 6               | 3           | 1      | 2              | 8 − 6                      |

Wedstrijden bepaald door strafschoppen worden, in lijn met de FIFA, als een gelijkspel gerekend.
FBF · 
Benins vrouwenelftal · Olympisch elftal
Algerije ·
Angola ·
Burkina Faso ·
Burundi ·
Congo-Brazzaville ·
Congo-Kinshasa ·
Egypte ·
Equatoriaal-Guinea ·
Ethiopië ·
Gabon ·
Gambia ·
Ghana ·
Guinee ·
Guinee-Bissau ·
Ivoorkust ·
Kameroen ·
Lesotho ·
Liberia ·
Libië ·
Madagaskar ·
Malawi ·
Mali ·
Marokko ·
Mauritanië ·
Mozambique ·
Namibië ·
Niger ·
Nigeria ·
Oeganda ·
Oman ·
Rwanda ·
Sao Tomé en Principe ·
Senegal ·
Sierra Leone ·
Soedan ·
Tanzania ·
Togo ·
Tsjaad ·
Tunesië ·
Verenigde Arabische Emiraten ·
Zambia ·
Zimbabwe ·
Zuid-Afrika ·
Zuid-Soedan
FAT · A-internationals · Olympische elftal · Vrouwenelftal
Algerije ·
Angola ·
Benin ·
Botswana ·
Brazilië ·
Bulgarije ·
Burkina Faso ·
Burundi ·
Centraal-Afrikaanse Republiek ·
China ·
Congo-Brazzaville ·
Congo-Kinshasa ·
Djibouti ·
Egypte ·
Equatoriaal-Guinea ·
Eritrea ·
Ethiopië ·
Gabon ·
Gambia ·
Ghana ·
Guinee ·
Indonesië ·
Ivoorkust ·
Jemen ·
Kaapverdië ·
Kameroen ·
Kenia ·
Lesotho ·
Liberia ·
Libië ·
Madagaskar ·
Malawi ·
Marokko ·
Mauritanië ·
Mauritius ·
Mongolië ·
Mozambique ·
Namibië ·
Nieuw-Zeeland ·
Niger ·
Nigeria ·
Oeganda ·
Palestina ·
Rwanda ·
Saoedi-Arabië ·
Senegal ·
Seychellen ·
Soedan ·
Somalië ·
Swaziland ·
Togo ·
Tsjaad ·
Tunesië ·
Zambia ·
Zimbabwe ·
Zuid-Afrika